# داربي أوبراين
داربي أوبراين (بالإنجليزية: Darby O'Brien)‏ هو لاعب كرة قاعدة أمريكي، ولد في 1 سبتمبر 1863 في بيوريا في الولايات المتحدة، وتوفي بنفس المكان في 15 يونيو 1893 بسبب حمى التيفوئيد.

## وصلات خارجية
- داربي أوبراين على موقعبيزبول رفرنس.كوم (الدوري الرئيسي) (الإنجليزية)
- داربي أوبراين على موقعبيزبول رفرنس.كوم (الدوري الثانوي) (الإنجليزية)